# Frông nóng

Biểu tượng frông nóng: Đường màu đỏ với các hình bán nguyệt chỉ về hướng di chuyển của frông

Frông nóng là một frông thời tiết, di chuyển về phía không khí lạnh hơn (nhiệt bình lưu được nhận thấy). Đằng sau frông nóng là khối khí nóng.
Trên bản đồ thời tiết frông nóng được đánh dấu bằng màu đỏ hay các hình bán nguyệt màu đỏ, hướng về phía dịch chuyển của frông. Theo sự dịch chuyển lại gần của frông nóng thì áp suất bắt đầu hạ xuống, mây nêm đầy và giáng thủy dầm dề rơi xuống. Về mùa đông khi có sự đi qua của frông nóng thường xuất hiện mây tầng thấp. Khi frông lại gần thì nhiệt độ và độ ẩm của không khí nâng lên chậm chạp. Khi frông đi ngang qua thì nhiệt độ và độ ẩm thường tăng lên nhanh chóng, gió mạnh lên. Sau khi frông đi qua thì hướng gió thay đổi (gió xoay theo hướng chiều kim đồng hồ), sự tụt xuống của áp suất chấm dứt và bắt đầu sự tăng lên yếu của nó, mây tản đi và giáng thủy cũng chấm dứt. Biểu đồ xu hướng áp suất như sau: trước khi frông nóng tới sẽ xuất hiện một khu vực biệt lập có sự tụt xuống của áp suất, sau khi frông đi qua - hoặc là tăng áp suất, hoặc là tăng tương đối (vẫn là tụt, nhưng nhỏ hơn so với trước khi frông tới).

## Hình thành mây và giáng thủy

Minh họa về frông nóng

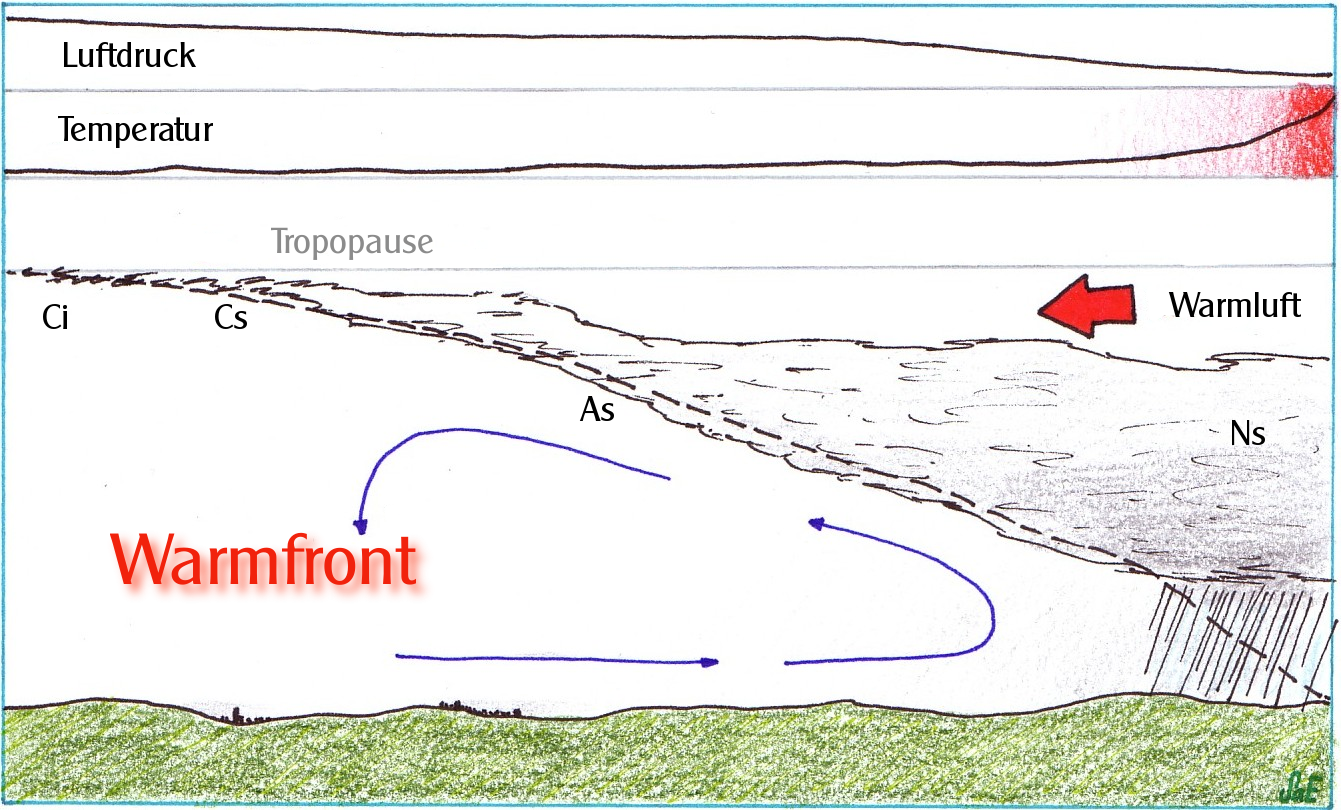
Minh họa frông nóng với các tầng mây. Đường với chữ Luftdruck là đường biểu diễn biến thiên áp suất khối khí, đường với chữ Temperatur là đường biểu diễn biến thiên nhiệt độ. Tropopause là khoảng lặng đối lưu. Ci là mây ti. Cs là mây ti tầng. As là mây trung tầng. Ns là mây vũ tầng. Warmluft là khối khí nóng. Warmfront là frông nóng.

Trong trường hợp của frông nóng thì không khí nóng chứa nhiều hơi ẩm và nhẹ hơn, di chuyển về phía lạnh hơn, không thể thay thế và chèn xuống dưới khối khí lạnh mà chỉ có thể trườn lên trên bề mặt của khối khí lạnh và bị lạnh dần đi. Ở độ cao nhất định, phụ thuộc vào trạng thái ban đầu của khối khí được nâng lên, nó đạt tới trạng thái bão hòa và lượng hơi ẩm dư thừa bắt đầu ngưng tụ. Trên mức độ cao này thì trong khối khí dâng lên bắt đầu xuất hiện sự hình thành mây. Sự lạnh đoạn nhiệt của không khí nóng, trườn dọc theo nêm không khí lạnh, được tăng cường bằng sự phát triển các chuyển động hướng lên trên từ sự không ổn định trong sự tụt áp động lực và từ sự hội tụ của gió trong tầng thấp hơn phía dưới của khí quyển. Sự nguội đi của không khí nóng trong quá trình chuyển động trườn lên theo bề mặt frông dẫn tới sự hình thành hệ thống mây hình tầng đặc trưng (mây của chuyển động trườn lên): mây ti tầng - mây trung tầng - mây vũ tầng (Cs-As-Ns).
Khi frông nóng tới gần điểm với sự hình thành mây phát triển tốt thì bắt đầu xuất hiện mây ti (Cirrus) trong dạng các dải song song với sự hình thành các dạng móc cong ở phần đi trước (dấu hiệu của frông nóng), kéo dài về hướng các luồng khí tại mức của nó (tức là mây móc cong: Cirrus uncinus). Những đám mây ti đầu tiên được quan sát ở khoảng cách vài trăm kilômét tính từ tuyến frông nóng trên bề mặt Trái Đất (khoảng 800–900 km). Mây ti sau đó chuyển thành mây ti tầng (Cirrostratus). Đối với các dạng mây này thì tán là hiện tượng đặc trưng. Mây của tầng trên - gồm mây ti và mây ti tầng (Cirrus và Cirrostratus) cấu thành từ các tinh thể nước đá, và giáng thủy từ chúng không rơi xuống. Thường xuyên hơn cả thì mây của hệ Ci - Cs tạo thành một lớp tách biệt, ranh giới trên của nó trùng với trục của luồng khí lưu cao tốc, nghĩa là gần với khoảng lặng đối lưu.
Sau đó mây trở nên dày dặc hơn: mây trung tầng (Altostratus) dần dà chuyển thành mây vũ tầng (Nimbostratus), những đợt giáng thủy dầm dề bắt đầu rơi xuống, bị suy yếu hay ngớt hẳn sau khi frông nóng đi qua. Theo sự lại gần của frông thì độ cao hình thành mây vũ tầng (Ns) giảm xuống. Giá trị tối thiểu của nó được xác định bằng độ cao của mức ngưng tụ trong không khí nóng dâng lên. Mây trung tầng (As) là dạng thể keo và cấu tạo từ hỗn hợp các giọt nước và viên tuyết nhỏ nhất. Bề dày theo chiều thẳng đứng của nó là rất đáng kể: bắt đầu từ độ cao 3–5 km, mây này tỏa rộng tới độ cao 4–6 km, nghĩa là có độ dày 1–3 km. Sự rơi xuống của giáng thủy từ mây này về mùa hè, xuyên qua phần nóng của khí quyển, bị bay hơi và không phải lúc nào cũng xuống tới mặt đất. Về mùa đông, giáng thủy từ mây trung tầng ở dạng tuyết gần như thường xuyên xuống tới mặt đất, đồng thời nó kích thích sự rơi xuống của giáng thủy từ các dạng mây tầng - mây tầng tích (St - Sc) nằm dưới. Trong trường hợp này bề rộng khu vực giáng thủy dầm dề có thể đạt tới 400 km hay hơn thế. Gần hơn cả với mặt đất (trên độ cao vài trăm mét, đôi khi chỉ 100–150 m hay thấp hơn) là ranh giới dưới của mây vũ tầng (Ns), từ đó rơi xuống giáng thủy dầm dề trong dạng mưa hay tuyết; dưới mây vũ tầng không hiếm khi cũng phát triển dạng mây tả tơi (St fr.).
Mây vũ tầng trải rộng tới độ cao 3–7 km, nghĩa là có bề dày theo chiều thẳng đứng rất đáng kể. Mây này cũng có cấu thành từ các thành phần nước đá và giọt nước, trong đó, các giọt nước và tinh thể nước đá trong phần dưới của mây là to hơn so với ở mây trung tầng (As). Phần đáy của hệ thống mây As-Ns trong phạm vi chung là trùng với bề mặt của frông. Do ranh giới trên của hệ thống mây As-Ns gần như là nằm ngang nên bề dày lớn nhất của nó được quan sát thấy là gần với đường frông. Ở trung tâm của xoáy tụ, nơi hệ thống mây của frông nóng có sự phát triển mạnh hơn cả, bề rộng của khu vực mây vũ tích (Ns) và khu vực giáng thủy dầm dề trung bình khoảng 300 km. Nói chung bề rộng của hệ thống mây As-Ns đạt khoảng 500–600 km, bề rộng khu vực hệ thống mây Ci-Cs - khoảng 200–300 km. Nếu thiết kế hệ thống đã cho trên bản đồ gần sát mặt đất, thì nó sẽ ở phía trước đường frông nóng một khoảng cách chừng 700–900 km. Trong các trường hợp riêng rẽ khu vực có mây và giáng thủy có thể rộng hơn hay hẹp hơn đáng kể, phụ thuộc vào góc nghiêng của bề mặt frông, độ cao mức ngưng tụ, các điều kiện nhiệt của tầng đối lưu phía dưới.
Trong thời gian ban đêm, sự làm nguội bức xạ đối với ranh giới trên của hệ thống mây As-Ns, sự hạ thấp nhiệt độ trong mây, cũng như sự tăng cường dịch chuyển theo chiều thẳng đứng trong sự tụt xuống của không khí bị nguội đi bên trong mây hỗ trợ cho sự tạo thành pha nước đá trong mây, phát triển các thành phần mây và tạo ra giáng thủy. Càng xa trung tâm xoáy tụ thì chuyển động đi lên của không khí càng yếu và giáng thủy cũng tắt dần. Mây frông không chỉ có thể được tạo thành trên bề mặt nghiêng của frông, mà trong một số trường hợp - ở cả hai phía của frông. Điều này đặc biệt đặc trưng cho giai đoạn đầu của xoáy tụ, khi chuyển động đi lên chiếm lĩnh cả các khu vực hai bên frông - khi mà giáng thủy có thể rơi xuống từ cả hai bên của frông. Nhưng ở bên ngoài đường frông thì mây frông thường bị tách lớp mạnh và giáng thủy ngoài frông thường ở dạng mưa bụi hay các viên tuyết nhỏ.
Trong trường hợp frông rất thoải, hệ thống mây có thể được di chuyển ở phía trước đường frông. Trong thời gian nóng của năm chuyển động đi lên gần với đường frông mang đặc trưng đối lưu và trên các frông nóng không hiếm khi phát triển mây vũ tích và giáng thủy dạng mưa rào hay dông có thể xảy ra (cả ban ngày lẫn ban đêm).
Về mùa hè, trong thời gian ban ngày, trong lớp gần mặt đất ngoài đường frông nóng khi có lượng mây đáng kể thì nhiệt độ không khí trên bề mặt đất có thể thấp hơn, so với phía trước frông. Hiện tượng này được gọi là trá hình của frông nóng (frông nóng trá hình).
Lượng mây của các frông nóng già nua có thể bị phân lớp trên toàn bộ khoảng trải rộng của frông. Dần dần các lớp này tản ra và giáng thủy chấm dứt. Đôi khi frông nóng không kèm theo giáng thủy (đặc biệt trong mùa hè). Nó xảy ra khi không khí nóng chứa ít hơi ẩm nên mức ngưng tụ nằm ở độ cao lớn hơn đáng kể. Khi không khí khô và đặc biệt trong trường hợp sự phân tầng của nó là bền vững rõ nét thì chuyển động đi lên của không khí nóng không dẫn tới sự phát triển của lượng mây đủ dày - nghĩa là nói chung sẽ không có mây hoặc là chỉ có mây ở các tầng trung và thượng.
Nếu khối khí tương đối ổn định, giáng thủy sẽ tăng lên cho tới khi frông chạm tới khu vực, khi đó mây có thể tản ra mọi hướng, tới mặt đất dưới dạng sương mù. Khi frông vượt qua, khu vực sẽ chịu nóng rất nhanh và trời trong. Nếu khối khí không ổn định, dông có thể xảy ra trước và sau khi frông đi qua.

## Đặc trưng
Ở Bắc bán cầu, frông nóng gây ra sự dịch chuyển hướng gió từ đông nam sang tây nam, còn ở Nam bán cầu thì dịch chuyển là từ đông bắc sang tây bắc. Các đặc trưng phổ biến gắn liền với các frông nóng bao gồm:
| Hiện tượng thời tiết | Trước khi frông tới                                                                                                | Khi frông đi qua              | Sau khi frông qua                                                   |
| -------------------- | --- | ----------------------------- | ------------------------------------------------------------------- |
| Nhiệt độ             | Mát | Nóng đột ngột                 | Nóng hơn, sau đó cân bằng                                           |
| Áp suất khí quyển    | Giảm đều | Cân bằng                      | Tăng nhẹ tiếp theo là giảm                                          |
| Gió                  | - Nam sang đông nam (Bắc bán cầu) - Bắc sang đông bắc (Nam bán cầu)                                                | Biến thiên                    | - Nam sang tây nam (Bắc bán cầu) - Bắc sang tây bắc (Nam bán cầu)   |
| Giáng thủy           | Mưa rào, tuyết, mưa và tuyết hỗn hợp hay mưa bụi                                                                   | Mưa bụi nhỏ                   | Thường không có gì, đôi khi mưa nhẹ hay mưa rào                     |
| Mây                  | Mây ti, mây ti tầng, mây trung tầng, mây vũ tầng, sau đó mây tầng và sương mù; đôi khi có mây vũ tích trong mùa hè | Mây tầng, đôi khi mây vũ tích | Trời trong với mây tầng thưa thớt, đôi khi có mây vũ tích thưa thớt |
| Tầm nhìn             | Kém | Kém, nhưng đang cải thiện     | Khá tốt trong mù                                                    |
| Điểm sương           | Tăng đều | Ổn định                       | Tăng, sau đó ổn định                                                |